# Smyk (Automarke)

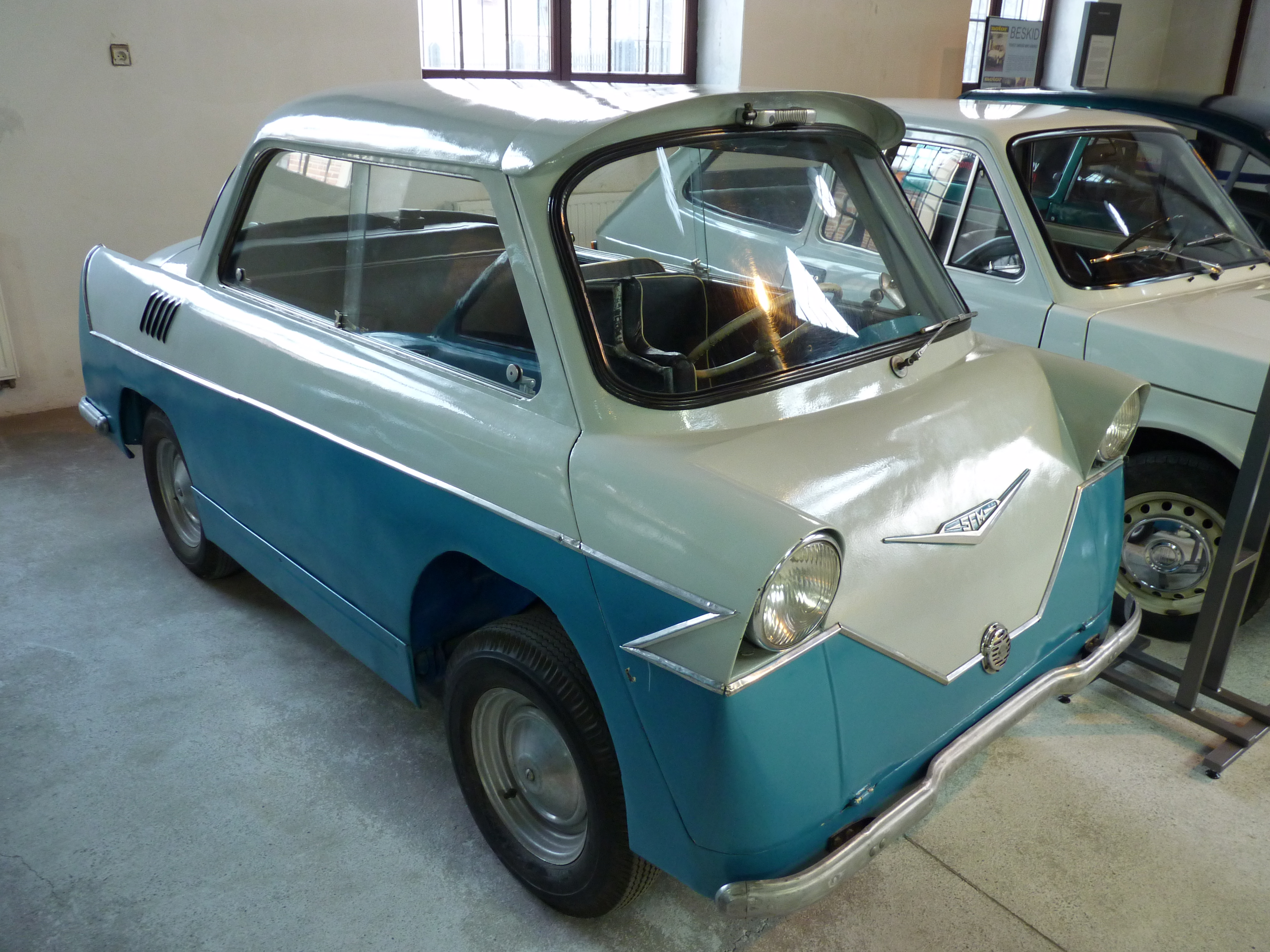
Smyk – Frontansicht

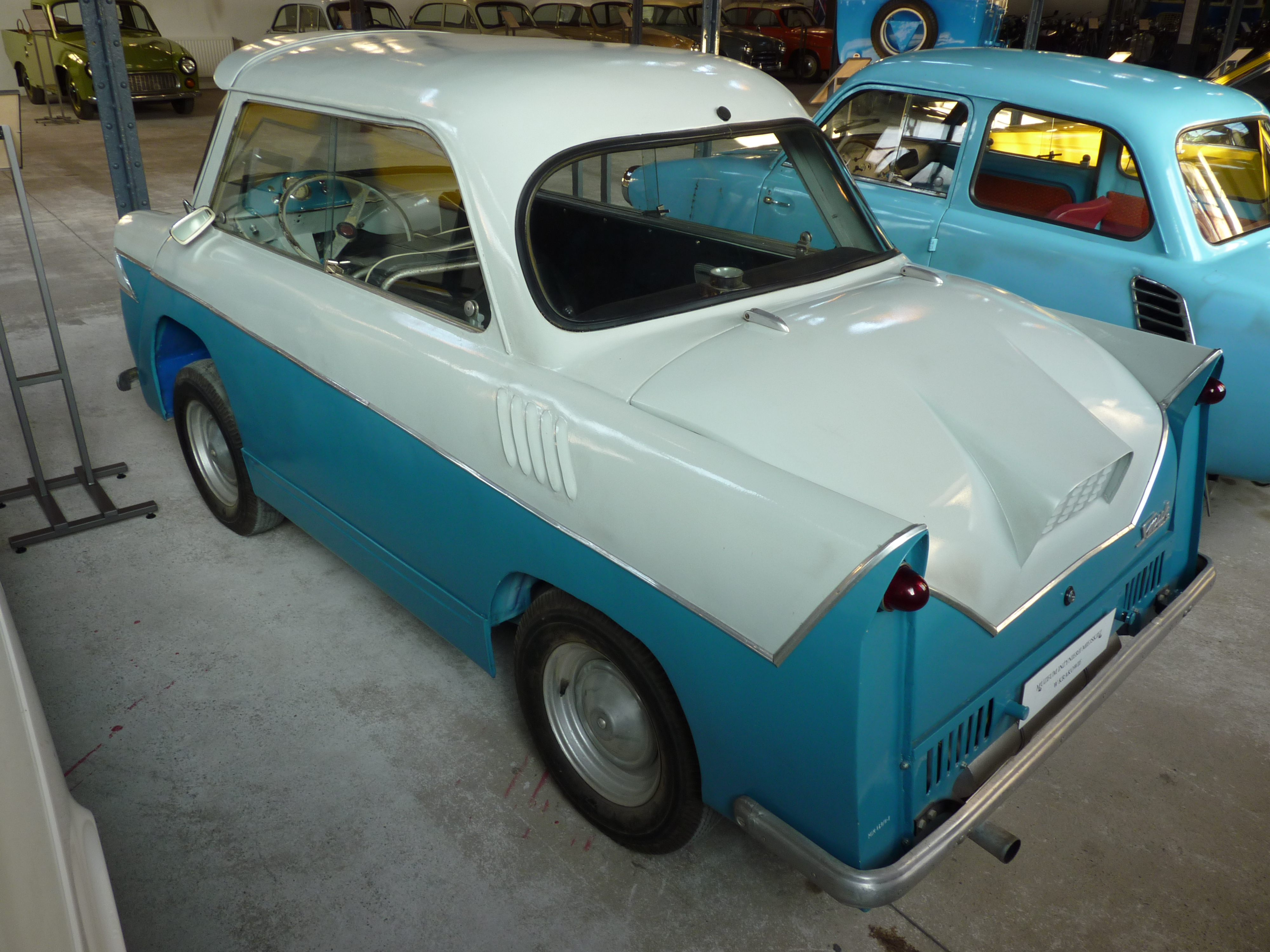
Smyk – Heckansicht

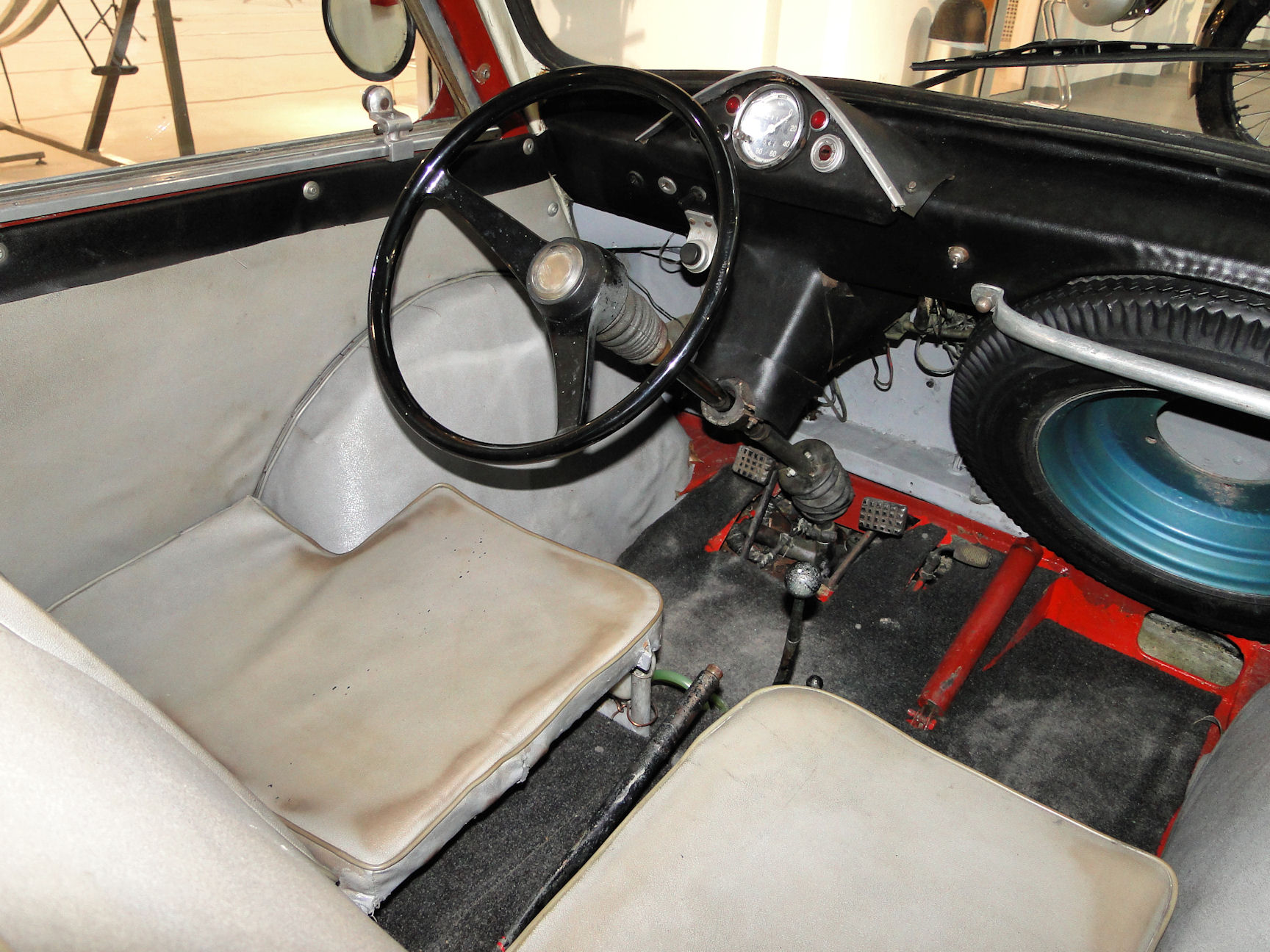
Interieur

Smyk war eine polnische Automarke.

## Unternehmensgeschichte
1957 begann Szczecińska Fabryka Motocykli aus Stettin mit der Produktion von Automobilen, die als Smyk vermarktet wurden. Konstrukteure waren die Herren Konczykowski, Ossowski, Sawicki, Sitnicki, Wójcicki, Zareba, Zgliczyński und Zygadlewicz. 1959 endete die Produktion. Insgesamt entstanden lediglich 20 Exemplare.

## Fahrzeuge
Das einzige Modell war ein Kleinstwagen bzw. Kabinenroller. Das Fahrzeug hatte eine einzige Tür an der Fahrzeugfront, vergleichbar mit der BMW Isetta, die beim Smyk aber nach vorn geschwenkt wurde und nicht wie bei der Isetta zur Seite öffnete. Der Zugang zur hinteren Sitzbank, die für Kinder gedacht war, war nur möglich, nachdem die Lehne des Beifahrersitzes nach vorne geklappt und der komplette Beifahrersitz nach links auf den Fahrersitz geklappt wurde. Zur Belüftung konnten die Seitenscheiben nach hinten geschoben werden. Angetrieben wurde das Mobil von einem Einzylinder-Viertaktmotor im Heck, der aus 350 cm³ Hubraum 15 bis 16 PS Leistung abgab. Dieser Motor war auch in den Junak-Motorrädern des gleichen Herstellers installiert. Ein 4-Gang Getriebe ermöglichte zusammen mit dem Motor eine Höchstgeschwindigkeit von 80 km/h. Der Durchschnittsverbrauch war mit 5 l/100 km angegeben. Das Gewicht des Fahrzeuges lag bei 470 kg. Die Gesamtlänge lag bei 2950 mm bei einem Radstand von 1700 mm. Bei den Rädern waren 5,2 × 12 Zoll vorgesehen.